# بوئنا ویستا (ایلینوی)
بوئنا ویستا (به انگلیسی: Buena Vista) یک منطقهٔ مسکونی در ایالات متحده آمریکا است که در شهرستان استفنسون، ایلینوی واقع شده‌است. بوئنا ویستا ۲۴۲٫۹۳ متر بالاتر از سطح دریا واقع شده‌است.